# Valenčni pas
Valenčni pas je za elektrone najvišja energija, ki bi jo lahko imeli elektroni v snovi pri absolutni ničli. Energijo, ki bi jo imeli elektroni pri absolutni ničli, imenujemo tudi Fermijev nivo (oznaka {\displaystyle E_{F}\,}). Položaj Fermijevega nivoja je pomemben pri določanju vrste snovi (prevodnik, izolator). Elektroni v valenčnem pasu so vezani na posamezni atom in se lahko prosto gibljejo po kristalni mreži. Nad valenčnim pasom so z elektroni nenapolnjeni prevodni pasovi. Pri temperaturah, ki so nad absolutno ničlo nekaj elektronov iz valenčnega pasu preide v prevodni pas. Višja je temperatura, več elektronov lahko preskoči v prevodni pas in snov postane prevodna. Pri tem v valenčnem pasu nastane luknja, ki sodeluje pri pravajanju električnega toka. Tako kažejo tudi izolatorji nekaj prevodnosti.
Pri polprevodnikih je Fermijev nivo v sredini prepovedanega pasu.
Na naslednji sliki je prikazana struktura pasov v polprevodniku. Sivo so označeni valenčni pasovi, ki so napolnjeni z elektroni. Nad njimi pa so z elektroni nenapolnjeni pasovi, vmes pa je pas v katerem ni elektronov (označen kot prepovedani pas – energijska vrzel ali energijska reža).

## Izolatorji, kovine in polprevodniki
V kovinah se prevodni in valenčni pas delno prekrivata. V prevajanju električnega toka lahko sodelujejo elektroni. V polprevodnikih je Fermijev nivo na sredini prepovedanega pasu. Za prevajanje je potrebno dvigniti elektron v prevodni pas, pri tem pa nastane vrzel v valenčnem pasu (glej desno sliko).